# Nancy Roman
Nancy Grace Roman (Nashville, Tennessee, 1925. május 16. – Germantown, Maryland, 2018. december 25.) amerikai csillagász, a Hubble űrtávcső tervezője.

## Életútja
Tennessee államban, Nashvilleben született. Apja Irwin Roman geofizikus, anyja Georgia Smith zenetanár. Születése után hamarosan Oklahomába költöztek. Apja munkája miatt sokat költözött a család. Éltek Houstonban, New Jerseyben, Michiganben és Nevadában is.
11 éves korában nevadai osztálytársaival csillagászklubot hozott létre. Középiskolai tanulmányait a baltimore-i Western High Schoolban végezte egy speciális program keretében és gyorsabban, három év alatt fejezte be az iskolát.
1946-ban a Swartmore College-ban csillagász diplomát szerzett. Itteni tanulmányai alatt folyamatosan a Sproul Obszervatóriumban dolgozott. 1949-ben a Chicagói Egyetemen Ph.D. fokozatot szerzett csillagászatból. 1949 és 1955 között az egyetemen maradt és a Yerkes Obszervatóriumban dolgozott. Néha Texasba utazva William Wilson Morgan (1906–1984) kutatási asszisztenseként dolgozott a McDonald Obszervatóriumban. Az egyetemen nem volt állandó státusza mint kutató, ezért oktatóként és asszisztensként is dolgozott. Végül elhagyta az egyetemet, mert abban az időben a nőknek nem tudtak megfelelő kutatói állást biztosítani.
1955 után Washingtonban élt. 1955 és 1959 között a United States Naval Research Laboratory munkatársa volt. 1959 és 1979 között a NASA csillagásza volt. 1961 és 1963 között a Csillagászati és Napfizikai terület vezetője volt. Ezt követően is számos más vezetői pozíciót töltött be.
1962-ben ő vezette a NASA első sikeres csillagászati projektjét, a napkutató Orbiting Solar Observatory-1-et. Dolgozott a COBE (Cosmic Background Explorer) csillagászati műholdon, melynek feladata a kozmikus mikrohullámú háttérsugárzás vizsgálata volt. Legismertebb munkája a Hubble űrtávcső volt, amely közeli infravörös, látható fény és ultraibolya tartományban végzett észleléseket. Roman a korai tervezésben és a program felépítésében vállalt jelentős szerepet, és ezért a Hubble űrtávcső anyjának is nevezik. Munkássága során a Földet feltérképező műholdak fejlesztését is segítette.
1979 és 1997 között a Goddard Űrközpont munkatársa volt.

## Elismerései
- Federal Woman’s Award (1962)[2]
- One of 100 Most Important Young People (1962, Life)[3]
- Ninetieth Anniversary Award, Women's Education and Industrial Union (1967, Boston)
- Exceptional Scientific Achievement Medal NASA (1969)
- NASA Outstanding Scientific Leadership Award (1978)
- American Astronautical Society (1978, tagság)
- William Randolph Lovelace II, American Astronaut Association (1980)[2]
- American Association for the Advancement of Science (1989, tagság)
- Women in Aerospace – életműdíj (2010)
- Woman of Distinction from American Association of University Women, Maryland (2016)
- Díszdoktori cím a Russell Sage College, a Hood College, a Bates College és a Swarthmore College részéről
- A 2516 Roman aszteroida viseli a nevét
- Nancy Grace Roman asztrofizikai ösztöndíjat (The Nancy Grace Roman Technology Fellowship in Astrophysics) a NASA róla nevezte el[4]